# Ash Shamal Stadium
 (avril 2025).
Le Ash Shamal Stadium (en arabe : ملعب الشمال) est un des stades choisis par le Qatar pour accueillir les matches de la Coupe du monde 2022.